# Tríptico

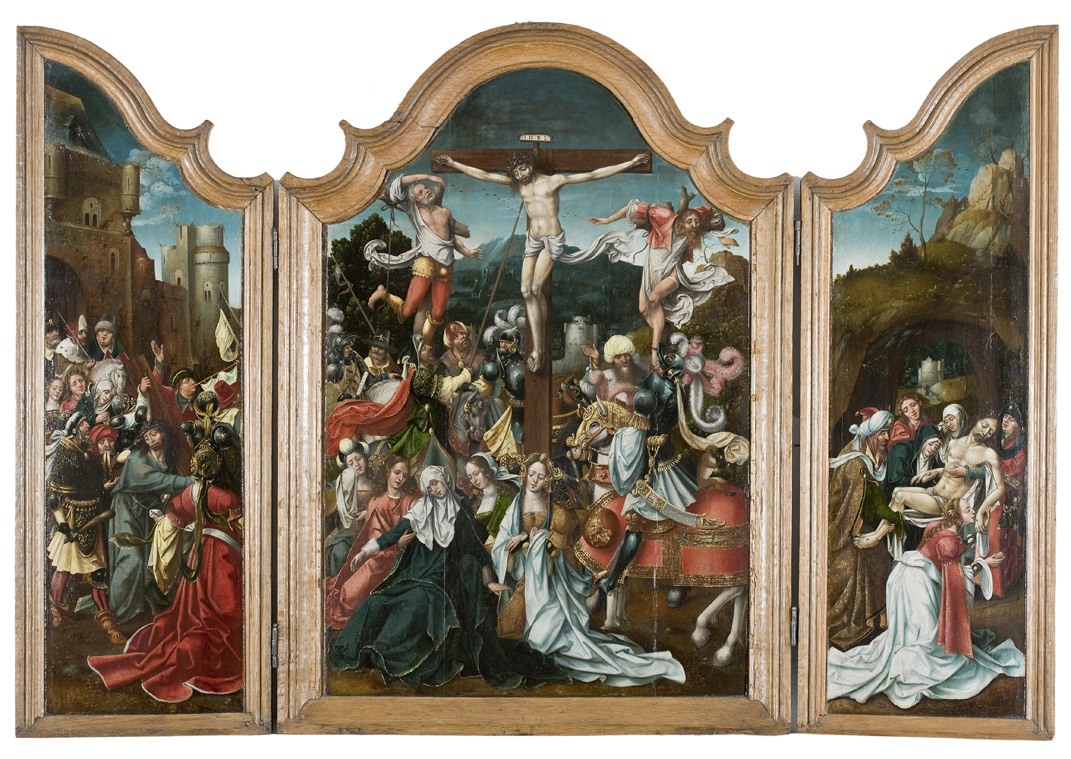
Exemplo de Tríptico.

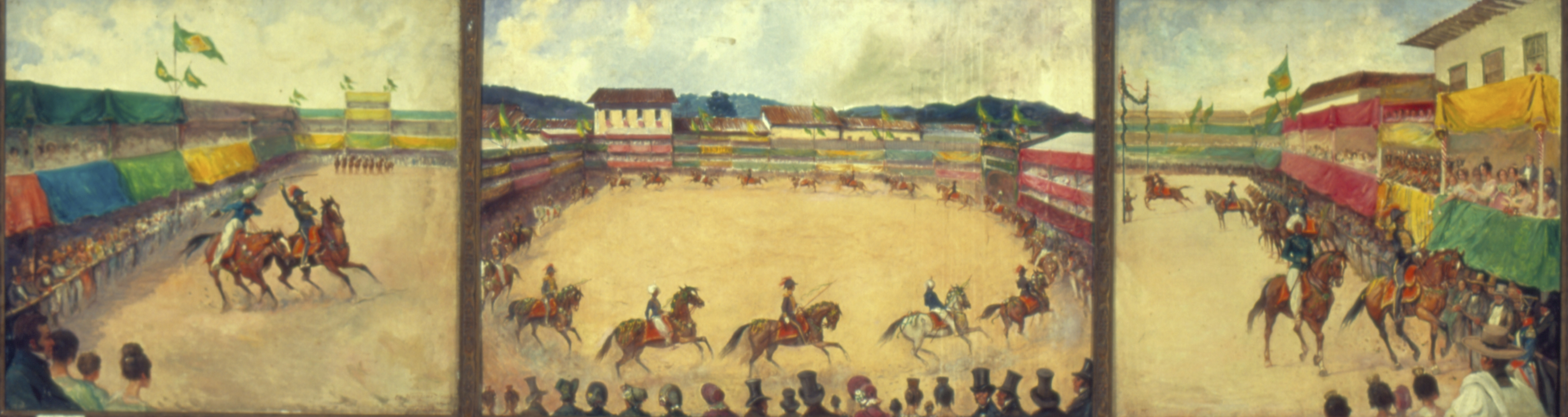
Tríptico de Alfredo Norfini.

Um tríptico é, geralmente, um conjunto de três pinturas unidas por uma moldura tríplice (dando o aspecto de serem uma obra), ou somente três pinturas juntas formando uma única imagem. É uma criação da arte cristã (especialmente católica), mas não somente usado em quadros devocionais, pois, muitos artistas usam principalmente em pequenas coleções ou assuntos históricos.
A pintura do meio é comumente a maior e ladeada por duas menores relacionadas, formando um painel completo, porém existem também painéis com a mesmo tamanho nas três pinturas. A forma pode ser usada para pingentes de joalheira.
Existem trípticos dobráveis e outros completamente rígidos. Os dobráveis, são na verdade um painel com duas portas (uma de cada lado), que podem fechar escondendo assim as três imagens, semelhante a um oratório, feito por sinal para pinturas pequenas ou leves (ao lado um exemplo de tríptico dobrável). Os rígidos são utilizados mais para serem colocadas obras grandes que não devem ser movimentadas devido ao seu peso ou somente pinturas pesadas.
Apesar da conexão com o formato artístico, o termo pode, às vezes, ser usado mais comumente como conotação para qualquer coisa de três partes, particularmente se for uma integração para uma única unidade.

## Contexto
A forma do tríptico surge da arte cristã primitiva e foi um formato padrão popular para pinturas de altar da Idade Média em diante. Sua faixa geográfica era das igrejas bizantinas orientais para as igrejas celtas no ocidente. Pintores renascentistas como Hans Memling e Hieronymus Bosch usaram o formato. Os escultores também o usaram. A forma do tríptico também permitiu uma facilidade de transporte.
Do período gótico em diante, tanto na Europa como em outros lugares, retábulos em igrejas e catedrais eram muitas vezes em tríptico. Uma dessas catedrais com um tríptico de retábulo é a Catedral de Llandaff. A Catedral de Nossa Senhora em Antuérpia, na Bélgica, contém dois exemplos de Rubens, e Notre Dame de Paris é outro exemplo do uso do tríptico em arquitetura. Pode-se também ver a forma ecoada pela estrutura de muitos vitrais de vitrais eclesiásticos. Embora fortemente identificado como uma forma de retábulo, trípticos fora desse contexto foram criados, alguns dos exemplos mais conhecidos das obras são de Hieronymus Bosch, Max Beckmann e Francis Bacon.
O formato também aparece em representações gráficas de outras religiões, como o Islamismo e o Budismo. Por exemplo: o tríptico Hilje-j-Sherif, exibido no Museu Nacional de Arte Oriental em Roma, Itália, e uma página do Alcorão no Museu das Artes Turcas e Islâmicas em Istambul, Turquia, exemplificam a arte religiosa otomana adaptando a ideia. Da mesma forma, os budistas tibetanos o usaram em altares tradicionais.
O preço então mais alto já pago por uma obra de arte em leilão foi de US$ 142,4 milhões para um tríptico de 1969, Três Estudos de Lucian Freud, de Francis Bacon, em novembro de 2012. O recorde foi quebrado em Maio de 2015 por US$ 179,4 milhões pela pintura de Pablo Picasso de 1955, Les Femmes d’Alger.

## Origem e significado
A popularização do formato acontece na Idade Média, a partir do século XIV. Os trípticos são compostos por duas representações distintas: a pintura da tela interior e a do painel exterior, que aparece quando fechado. A divisão em partes da pintura permitia ao autor narrar a história em pontos de vista ou tempos diferentes, sem a necessidade de estar acompanhado de um texto.
O significado do formato é frequentemente relacionado a uma representação material da Trindade.
Para a historiadora Shirley Neilsen Blum, a origem do tríptico deriva de uma réplica da experiência de uma igreja gótica. A pintura exterior, menos detalhada, é suprimida quando atravessa ao interior da pintura, complexo em forma e conteúdo. Essa travessia se equipara à sensação de envoltura e pequenez diante de uma igreja da época:
Em uma capela com afrescos ou em uma catedral gótica, o observador é incentivado a se mover fisicamente pelo espaço. Ele estabelece o seu campo de referência por sua posição e movimentação. [...] Antes do tríptico, ele permanece completamente inerte. Ele está mais próximo do objeto que confronta e não é fisicamente cercado por ele. A moldura deve ser o seu guia, já que é o único meio de separação entre os espaços real e irreal. [...] O tríptico é tão desafiador para o seu observador quanto um edifício, apesar de um jeito menos complexo ou dramático. O observador é limitado a uma sequência fixa de análise, uma sequência que é ordenada temporalmente e pelo significado.
De acordo com a historiadora Lynn F. Jacobs, o nome "tríptico" começou a ser usado somente séculos depois do auge, já que ainda não foram encontradas referências ao estilo em nenhum documento dos séculos XV ou XVI, ou de períodos anteriores em que o formato foi utilizado. Todavia, a autora toma como referências documentos do século XV, como o de uma companhia holandesa de 1480 que indica um quadro de Dieric Bouts como um "pequeno painel com as próprias portas do Julgamento". Em todos os escritos da mesma época, inclusive de comerciantes franceses, a descrição de obras do tipo aparece como uma "pintura com portas".
A simbologia por trás das "portas" é, segundo Jacobs, uma menção implícita a passagens envolvendo Maria e Jesus Cristo. Maria é tanto uma porta paradisi, ou seja, aquela que abriu a porta do Paraíso depois que a mesma foi fechada por Eva, ou uma porta clausa, em referência à profecia de Ezequiel (Ezequiel 44:2), interpretada por São Ambrósio e São Jerônimo como uma referência da chegada do salvador. E Jesus Cristo como salvação e uma entrada aos céus, como dito na passagem de João (10:9): "Eu sou a porta; se alguém entrar por mim, salvar-se-á, e entrará, e sairá, e achará pastagens".

## Na fotografia
Um tríptico fotográfico é um estilo comum usado na arte comercial moderna. As fotografias geralmente são organizadas com uma borda simples entre eles. O trabalho pode consistir em imagens separadas que são variantes em um tema, ou pode ser uma imagem maior dividida em três.

## Exemplos
- A Anunciação de Simone Martini
- Stefaneschi Triptych de Giotto
- Retábulo de Mérode de Robert Campin
- O Jardim das Delícias Terrenas, As Tentações de Santo Antão, O Carro de Feno de Hieronymus Bosch
- Portinari Altarpiece de Hugo van der Goes
- The Buhl Altarpiece, 7 m de largura
- The Raising of the Cross de Peter Paul Rubens
- Departure de Max Beckmann
- Três estudos de Lucian Freud de Francis Bacon
- The Pioneer de Frederick McCubbin

## Galeria

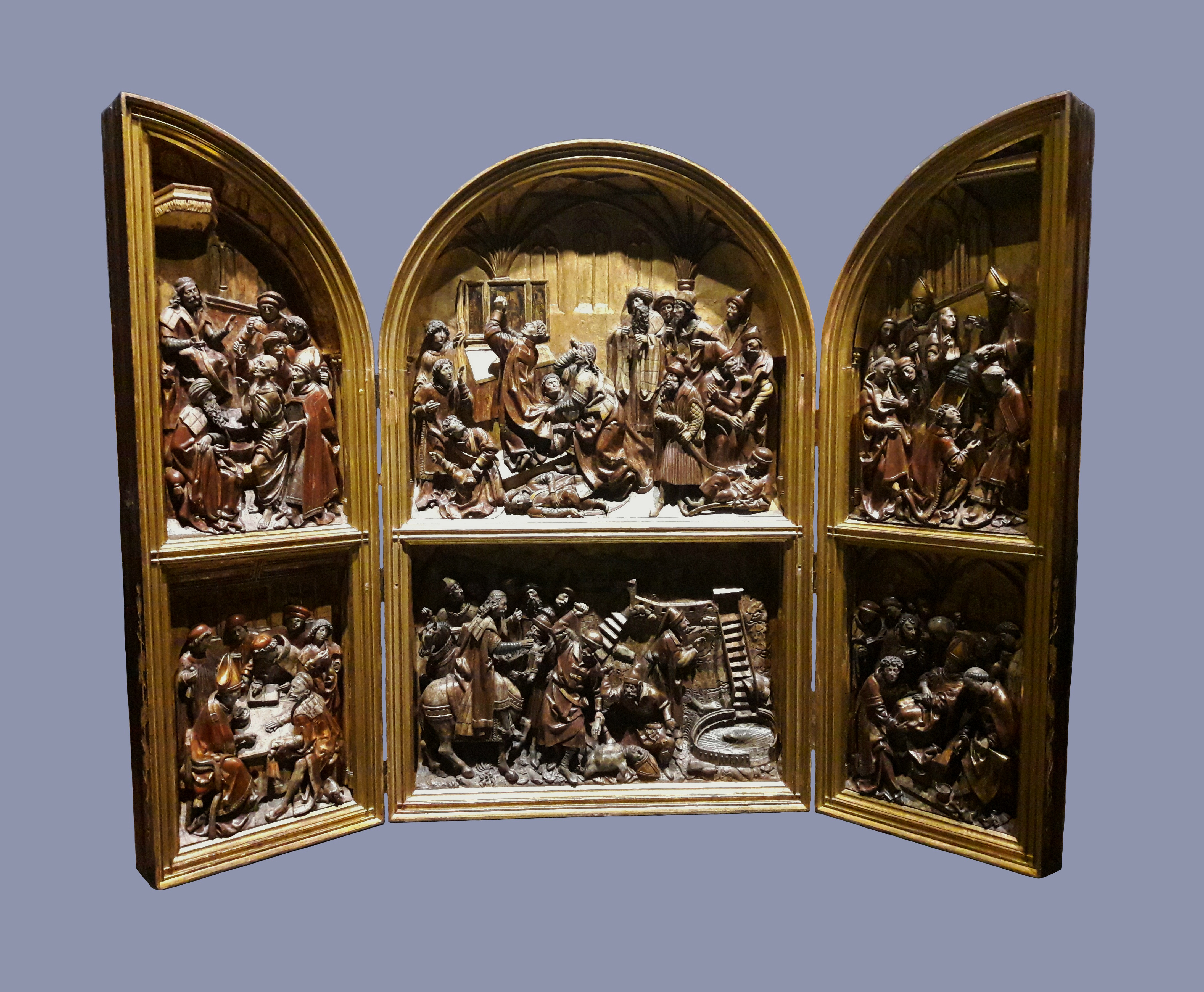
Modelo de madeira para o tríptico de prata de Santo Estanislau, ca. 1512, Museu Nacional de Varsóvia
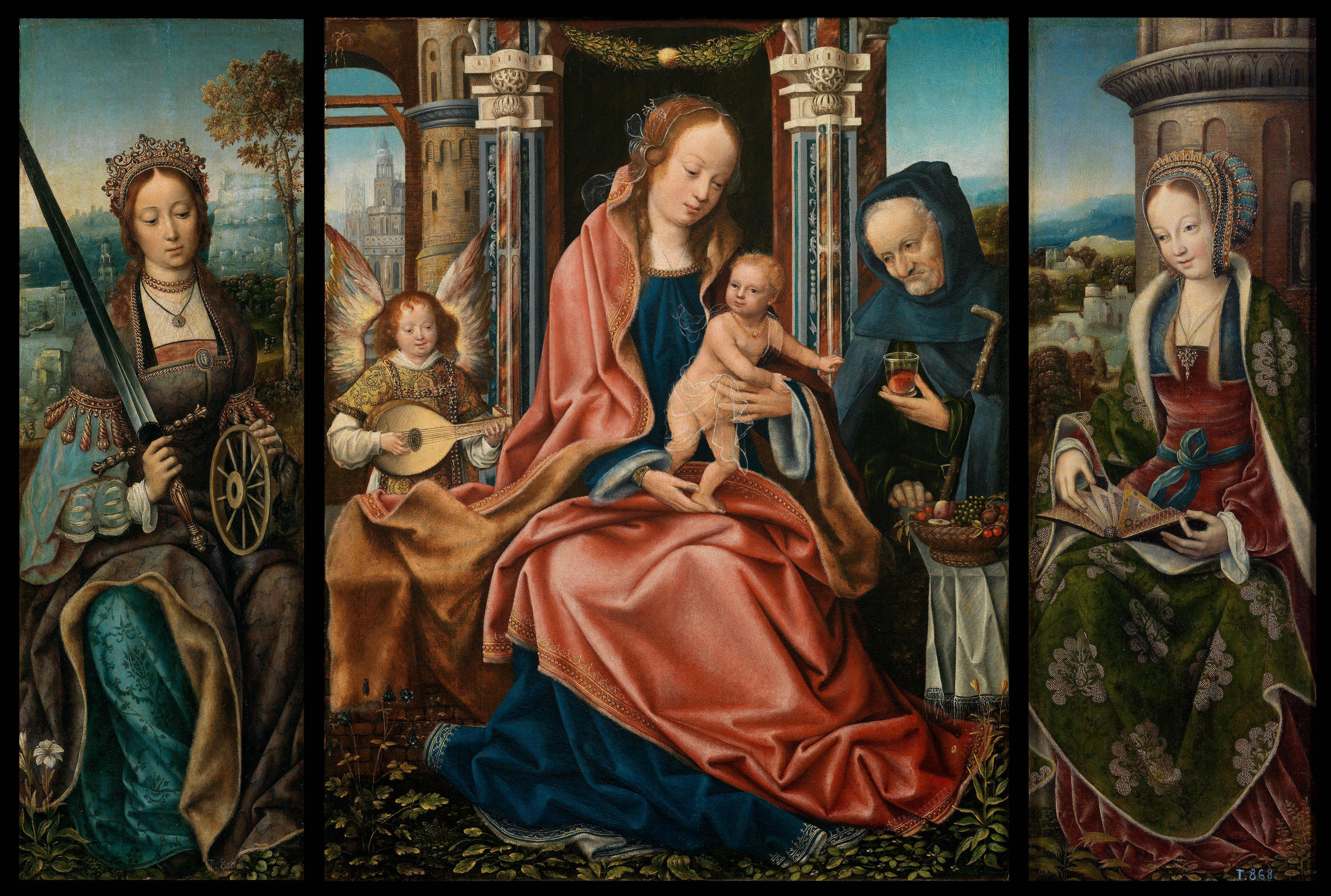
Mestre de Frankfurt, Sagrada Familia con ángel músico, Santa Catalina de Alejandría, Santa Bárbara, 1510–1520, Museo del Prado, Madri
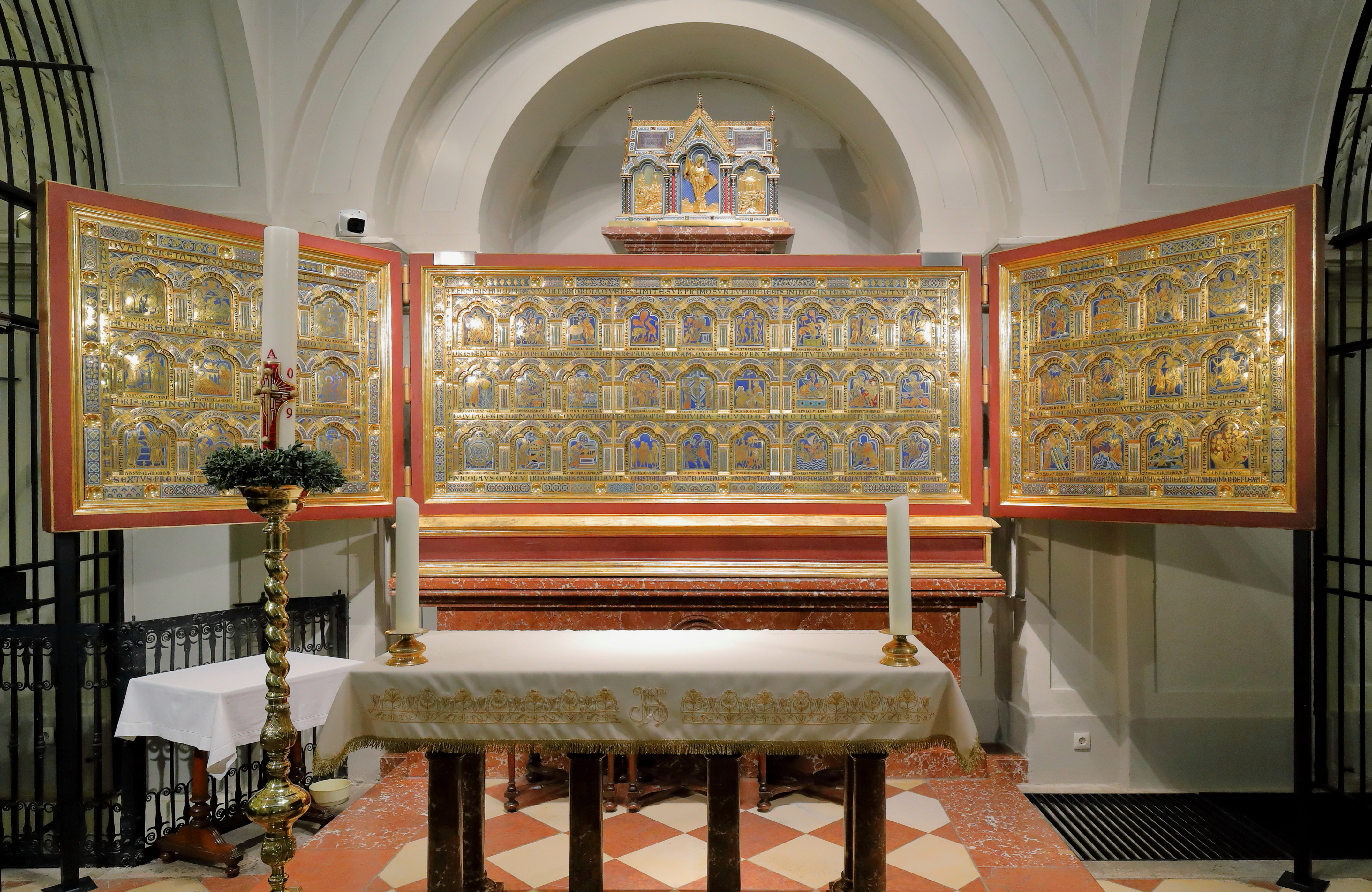
O Altar de Verdun no Mosteiro de Klosterneuburg